# Andreï Dyakov
Andreï Dyakov, né en 1978 à Léningrad, est un écrivain russe de science-fiction.

## Biographie
Économiste de formation, il travaille dans une société d'audit pour l'attribution du label ISO 9001 aux entreprises. Passionné de science fiction, il se lance dans la rédaction de sa première fan-fiction dans l'univers de Métro 2033 en 2005. Son premier roman Vers la lumière, est publié en 2010. La suite, Vers les ténèbres, est publié en 2011.

## Œuvres

### UniversMétro 2033
1. Vers la lumière, L'Atalante, coll. La Dentelle du cygne, 2012 ((en) Towards the Light, 2010)
2. Vers les ténèbres, L'Atalante, coll. La Dentelle du cygne, 2013 ((en) Into the darkness, 2011)
3. Les ombres de Post-Pétersbourg (2018) qui regroupe en un seul ouvrage les 2 œuvres précédentes.